# Sand Ridge (Nowy Jork)
Sand Ridge – jednostka osadnicza w Stanach Zjednoczonych, w stanie Nowy Jork, w hrabstwie Oswego.